# 태원 왕씨
태원 왕씨(太原王氏)는 중국 태원현을 관향으로 하는 중국의 귀족 가문이다.